# Ziros
Ziros (tiếng Hy Lạp: ?) là một khu tự quản ở vùng Íperos, Hy Lạp. Khu tự quản Ziros có diện tích 381 km², dân số theo điều tra ngày 18 tháng 3 năm 2001 là 15410 người.